# Wallace McCutcheon Jr.
Pour les articles homonymes, voir McCutcheon.
Wallace McCutcheon Jr (1884-1928) est un réalisateur et acteur de cinéma, ainsi qu'un danseur américain. Son père était le réalisateur Wallace McCutcheon. Il réalisa quelques films pour les studios de l'American Mutoscope and Biograph Company.

## Biographie[1]
Wallace McCutcheon Jr. est né à Brooklyn le 24 octobre 1884. Il aurait débuté au cinéma pour remplacer son père malade. Mais sa contribution au cinéma a été de courte durée, préférant l'opérette au cinéma. Il a participé à la Première Guerre mondiale.
Il s'est marié en 1919 avec l'actrice Pearl White mais a divorcé deux ans après. Il s'est suicidé en 1928.

## Filmographie partielle
Comme acteur
- 1919 : Par la force et par la ruse (The Black Secret) de George B. Seitz

Comme réalisateur
- 1908 : At the Crossroads of Life
- 1908 : The Fight for Freedom (coréalisé avec D. W. Griffith)
- 1908 : La Vipère noire (coréalisé avec D. W. Griffith)